# Via dei Mercanti
La via dei Mercanti di Salerno è un'antica strada che attraversa tutto il centro storico di Salerno, rappresentandone la principale via di comunicazione e di commercio fin dal Medioevo.

## Caratteristiche
Intorno all'anno mille la via dei Mercanti era chiamata Drapparia, perché aveva i negozi di "drappi" (tessuti commerciati) del principato longobardo di Salerno.
La via è una strada medioevale di ampiezza medianamente intorno ai 5 metri, che in alcuni punti si restringe ad appena tre metri. La sua lunghezza è di circa un chilometro, andando dal cosiddetto "Arco di Arechi" (appartenuto alla omonima Reggia longobarda) fino a piazza Portanova (dove inizia la Salerno moderna).
Dai tempi longobardi la Via dei Mercanti è sempre stata il luogo principale delle attività mercantili e commerciali della città.

Via dei Mercanti

Lungo la via si alzano alcune chiese, tra le più significative di Salerno: come la chiesa del Santissimo Crocifisso, la chiesa di San Gregorio e la chiesa di San Giorgio. Vi si trovano anche palazzi rinomati, come Palazzo Pinto, sede della Pinacoteca provinciale e Palazzo Carrara. A circa metà della strada si trova l'antica via Duomo, che porta al duomo di Salerno distante alcune centinaia di metri.
Negli ultimi anni tutta la via dei Mercanti è stata interessata da lavori di ristrutturazione, che talora hanno modificato alcuni negozi di notevole fama.
Attualmente la continuazione della via dei Mercanti nel moderno centro di Salerno è il corso Vittorio Emanuele.